# Discovery (manzana)
Discovery es una variedad cultivar de manzano (Malus domestica).
Criado por el Drummer, Essex, aproximadamente en 1949. Introducido en los circuitos comerciales en el 2000. Las frutas tienen una pulpa firme, de textura fina y jugosa con un sabor bastante dulce y agradable.

## Sinonimia
- "Thurston August".

## Historia
'Discovery' es una variedad de manzana, criado alrededor de 1949 por Drummer, un trabajador en una granja de frutas de Essex. Esta variedad fue nombrada en primer lugar como 'Thurston August', pero se renombró Discovery en 1962 y fue presentado en los circuitos comerciales por el viverista J. Matthews, Thurston, Suffolk.
'Discovery' se cultiva en la National Fruit Collection (Colección Nacional de Fruta) de Reino Unido donde está cultivada con el número de accesión: 1973-189' y nombre de accesión: Discovery (EMLA 1). También se encuentra ejemplares vivos en el huerto colección de manzanas "Marcher Apple Network collections (Paramor)", y en el "East of England Apples & Orchards Project".

## Características
'Discovery' es un árbol pequeño, moderadamente vigoroso, con crecimiento erguido y extendido. El árbol es resistente. Portador de espuelas de fructificación. Tiene un tiempo de floración que comienza a partir del 7 de mayo con el 10% de floración, para el 12 de mayo tiene una floración completa (80%), y para el 19 de mayo tiene un 90% de caída de pétalos.
'Discovery' tiene una talla de fruto de pequeño a mediano; forma redondeado y ligeramente aplanado, a veces torcido, con una altura promedio de 45.38mm y una anchura promedio de 63.00mm, nervaduras medio-débiles, y corona ausente; epidermis con color de fondo amarillo verdoso, con color del sobre color manchas de color rojo intenso en el lado del sol, rayas rotas de color más intenso, a veces marcado con lenticelas rojizas pálidas, con distribución del sobre color chapa / rayas, importancia del ruginoso-"russeting" (pardeamiento áspero superficial que presentan algunas variedades) débil; pedúnculo media y de calibre robusto, colocado en una cavidad ancha, profunda y con ruginoso-"russeting"; cáliz con la anchura de la cavidad calicina media, profundidad de la cavidad calicina media, ojo pequeño, cerrado; pulpa de color crema con ligeras manchas rojizas junto a la piel, textura de grano fino, firme y crujiente, sabor jugoso y ligeramente agridulce con un toque de fresa. Las manzanas recolectadas temprano generalmente tienen una pulpa blanca cremosa, las que se recolectan más tarde tienden a tener la pulpa teñida de rojo cerca de la piel o hasta el centro, según las condiciones de crecimiento. Muy lento para dorarse cuando se expone al aire.
Su tiempo de recogida de cosecha se inicia a mediados de agosto. Resistente a las enfermedades y le va bien en climas húmedos. Listo para cosechar en la primera parte de la temporada media.

## Progenie
'Discovery' es el Parental-Padre de la variedad de manzana :
- Limelight,
- Red Devil.[6]

## Usos
Debido a su acidez se utiliza como una manzana de uso en elaboraciones de cocina sobre todo salsas./>

## Ploidismo
Diploide. Auto estéril, para los cultivos es necesario un polinizador compatible. Grupo D Día 15.

## Susceptibilidades
- Muy resistente a la sarna del manzano, y al mildiu.[4]